# Denis Ivanovič Fonvizin
Denis Ivanovič Fonvizin, in russo Денис Иванович Фонвизин? (Mosca, 3 aprile 1745 – Mosca, 1º dicembre 1792), è stato uno scrittore, commediografo e drammaturgo russo.
Appartiene, per l'epoca della sua nascita e per le sue convinzioni morali e politiche, a quel gruppo di importanti scrittori russi che videro la luce negli anni '40 del diciottesimo secolo, gruppo di cui fanno parte Jakov Borisovič Knjažnin (1740), Gavriil Romanovič Deržavin (1743), Nikolaj Ivanovič Novikov (1744) e Aleksandr Nikolaevič Radiščev (1749). Le sue due opere teatrali, entrambe commedie, sono Il brigadiere (1768) e Il minorenne (1782).

## Biografia
Denis Fonvizin, nacque nel 1745 da Ivan Andreevič Fonvizin e da Ekaterina Alekseevna Dmitriev-Mamonov. 
Importantissimo per il giovane Denis fu il contesto familiare e sociale in cui Fonvizin crebbe. La famiglia (di origine tedesca, i Von Wiesen) non era ricca, ma - a quanto risulta dai documenti ufficiali - di antica nobiltà: abbiamo notizia di un avo (omonimo di Denis Ivanovič) che durante l'assedio di Mosca del 1610 si era valorosamente opposto al principe Ladislao IV Vasa ed era stato per questo elogiato dallo zar Michail Fëdorovič Romanov.
Le condizioni economiche non floridissime della famiglia fecero sì che Denis Ivanovič e i suoi fratelli ricevessero un'educazione diversa da quella della maggior parte dei loro coetanei. Essi vennero seguiti personalmente dal padre, che Denis Ivanovič, nella "Čistoserdečnoe priznanie v delach moich i pomyšlenijach" (Franca confessione delle mie azioni e pensieri), così ci descrive: "Mio padre fu un uomo di grande buonsenso, ma non ebbe l'opportunità, visto il sistema di educazione di allora, di illuminarsi con lo studio. Egli lesse per lo meno tutti i libri russi, tra i quali egli amò in particolare quelli di storia antica e di storia romana, il pensiero di Cicerone e le altre buone traduzioni di libri edificanti. Egli fu un uomo virtuoso ed un vero cristiano, amò la verità e non sopportò a tal punto le menzogne, da arrossire ogni volta che qualcuno non si vergognava di mentire in sua presenza".
Allo stesso tempo, non mancavano loro i contatti con la vita russa: i servi, con i quali i Fonvizin avevano rapporti di tipo paternalistico, erano numerosi e nello stesso ambiente moscovita sopravvivevano tratti popolari.  
Nel 1755 fu iscritto al ginnasio di Mosca,  nato per interessamento di Lomonosov e Šuvalov, e nel 1760 - scelto tra i migliori studenti -  fu condotto a San Pietroburgo per essere presentato al patrono dell'Università. Qui assistette per la prima volta ad uno spettacolo teatrale e ne riportò un'impressione che egli stesso definì "počti napisat' nevozmožno" (Quasi impossibile da descrivere). Nel 1761 fu pubblicata la sua traduzione delle "Favole" di Holberg, alle quali fece immediatamente seguito la traduzione della "Vita di Sifo, Re dell'Egitto" dell'abate Terrasson. Contemporaneamente, pubblicò la sua prima opera poetica, Epistola ai miei servi.
Nel 1762, anno della salita al trono di Caterina, Fonvizin si iscrisse alla Facoltà di Filosofia presso l'Università di Mosca al termine della quale diventò traduttore al Ministero degli Esteri, seguendo - nel 1763 - la corte a San Pietroburgo. Qui egli venne in contatto con il feldmaresciallo Elagin. 
Quest'ultimo era un personaggio politico estremamente importante e ricopriva all'epoca la carica di direttore degli Affari di gabinetto e, dal 1766, direttore generale dell'Opera e del Teatro di palazzo.
Elagin rafforzò i legami di Fonvizin con il teatro e lo incoraggiò al lavoro letterario ma l'unità del suo circolo si incrinò ben presto a causa delle dispute nate tra Fonvizin e l'altro segretario di Elagin, Vladimir Ignat'evič Lukin, anch'egli autore di teatro e sostenitore della "comédie larmoyante" francese. Le discussioni letterarie con Lukin furono tuttavia producenti: Fonvizin si rese conto della necessità di superare le anacronistiche e classicistiche tragedie di Aleksandr Petrovič Sumarokov (fondatore del teatro russo ai tempi di Elisabetta di Russia e insieme a Tredjakovskij e Lomonosov uno dei massimi rappresentanti della letteratura russa del XVIII secolo).
L'innovazione del teatro per Lukin e Fonvizin doveva passare attraverso il metodo del склонение на русские нравы (sklonenie na russkie nravy, declinare secondo i costumi russi) ovvero attraverso una russificazione dei temi, degli ambienti e dei personaggi che la Russia importava a quel tempo dall'occidente e in particolare dalla Francia e Germania.
Il concetto dello sklonenie era d'altronde stato teorizzato proprio da uno degli autori più amati e tradotti di Fonvizin: il danese Holberg
Nel tempo lasciato libero dall'impiego, egli si diede allora alla stesura della sua prima commedia, Brigadir (Il brigadiere), terminata a Mosca tra il 1768 e il 1769. Completamente nuova, soprattutto nel contenuto, la commedia fu molto apprezzata dall'imperatrice Caterina II che invitò l'autore a Petergof per una lettura privata.
Qui Fonvizin incontrò N. I. Panin, l'uomo che aveva retto la politica interna della Russia sin dal 1763, precettore dell'erede al trono Paolo I e primo ministro del Collegio degli Affari Esteri, con il quale gettò le basi di quell'amicizia che avrebbe in seguito portato Fonvizin a lavorare nel Collegio e a rimanervi per quattordici anni, a partire dal 1770. In questo periodo pubblicò i suoi articoli satirici sulle più importanti riviste del periodo, tra cui la Vsjakaja Vsjačina (Un po' di tutto) diretta da Caterina stessa e Truten (Il calabrone), Pustomelja (Il chiacchierone) e Živopisec (Il pittore) di Novikov.
Nel 1777, ottenuta una licenza, si recò in Francia per curare la moglie con i più avanzati metodi occidentali, e vi rimase un anno. Le notizie su questo viaggio sono desumibili dalle numerose lettere, "clamoroso documento di nazionalismo antifrancese", che egli scrisse agli amici e ai parenti rimasti in Russia.
Al suo ritorno, alla luce dei nuovi avvenimenti e delle esperienze maturate all'estero, Fonvizin mise nuovamente mano ad un'opera rimasta abbozzata si dai tempi del Brigadir, Nedorosl (Il minorenne). In essa egli intendeva dimostrare quanto scioccamente venissero educati i figli dei proprietari di provincia, ma ora che la rivolta di Pugačëv (1773/1774) aveva reso palesi le conseguenze del regime feudale, l'idea iniziale si era ampliata ed egli si proponeva di descrivere anche l'inumanità della servitù della gleba.
Lo stesso Fonvizin, all'inizio degli anni '80, scriveva: "Niente merita tanto la nostra attenzione quanto il cuore dell'uomo", inserendosi in quell'indirizzo umanitario che fu una delle espressioni più tipiche degli ultimi decenni del diciottesimo secolo.
La prima rappresentazione ebbe luogo a San Pietroburgo nel settembre 1782 ed ebbe un successo strepitoso sin dalla prima rappresentazione.
La pubblicazione di "Nedorosl'" fu uno degli avvenimenti più importanti della letteratura russa, ma il metterlo in scena non fu facile perché in esso si criticava non solo la nobiltà di provincia, ma anche la corte. Nel 1782 Caterina colse l'occasione della paralisi che aveva colpito Panin per liberarsi di lui e di tutti i suoi collaboratori, tra i quali Fonvizin che aveva già dato un saggio delle sue idee, esprimendole attraverso il personaggio positivo de Il Minorenne: Starodum.
Ridotto al silenzio dalla censura, Fonvizin decise allora di intraprendere un nuovo viaggio, questa volta in Italia. Il viaggio, durato un anno, fu particolarmente sfortunato: a Roma Fonvizin fu colpito da una paralisi che gli inibì l'uso della mano e della gamba sinistra. Tornato in Russia nell'estate del 1785, ebbe un nuovo attacco che lo indusse, un anno dopo, a ripartire per Karlsbad nella speranza di guarire.
Nel 1788, tornato in patria, diede vita alla rivista "Drug čestiych ljudej ili Starodum" (L'amico delle persone oneste o Starodum), che però ebbe una storia editoriale alquanto breve e fu subito censurata dopo pochi numeri. Subito dopo, tradusse gli Annali di Tacito, nell'ultimo tentativo di contrastare Caterina, che aveva deluso il sogno degli Illuministi in un "sovrano illuminato". Ormai completamente impotente, colpito da un nuovo attacco della malattia, morì nella notte del 1º dicembre 1792.

## LeLettere dall'estero
L'epistolario di D. I. Fonvizin comprende, nella sua totalità, 125 lettere indirizzate ad un'ampia lista di destinatari. Ben un terzo di esse - precisamente quaranta lettere - risulta spedito dall'estero, durante i tre viaggi che Fonvizin compì nell'arco di dieci anni, e va comunemente sotto il titolo di Lettere dall'estero.
Queste lettere sono state per lungo tempo considerate come una produzione minore di Fonvizin e spesso trascurate a favore delle più importanti opere teatrali dell'autore, sebbene la ridotta produzione fonviziniana conti, oltre alle commedie citate, una sola tragedia ("Corion"), poche composizioni satiriche in versi, la "Čistoserdečnoe priznanie" incompleta, il famoso articolo noto sotto il nome de "le 20 domande di Fonvizin" ed alcuni saggi.
Le "Lettere dall'estero" si possono suddividere in due grandi gruppi, in base ai destinatari: la sorella e il conte Panin. All'interno di questi due gruppi, tuttavia, è possibile ripartire ulteriormente le lettere per i singoli viaggi, secondo un metodo preferito, ad esempio, nelle raccolte antologiche in cui parte delle lettere è stata, ad esempio, pubblicata con il titolo "Lettere dalla Francia". Esiste un terzo destinatario, Jakov I. Bulgakov, ma le due lettere inviate a quest'ultimo non si possono ritenere vere e proprie lettere di viaggio, rientrando piuttosto nell'ambito dell'epistolario familiare.
La sorella Fedosja è senz'altro il destinatario più importante. Non soltanto il maggior numero di lettere di viaggio è indirizzato a lei, ma anche la metà dell'intero epistolario. Fonvizin, infatti, non scrisse mai ad altri membri della famiglia, lasciando a Fedosja il compito di fare da mediatrice con il resto della famiglia rimasta in Russia.
La forma è quella tradizionale dell'epistolario: tutte le lettere sono datate, di solito con doppia datazione, secondo il calendario gregoriano e secondo quello giuliano.
Se la forma esteriore lascia supporre che le lettere non fossero originariamente pensate per la stampa, il tono spesso declamatorio ed il forzare la mano su alcuni passaggi al chiaro scopo di ricavarne qualche effetto rivelano sia l'abilità dell'autore di teatro sia la coscienza che le lettere avrebbero avuto un uditorio ben più vasto del ristretto ambito familiare e potevano servire, quindi, come veicolo delle idee anti-galliche dell'autore. Gukovskij, nella sua Storia della letteratura del XVIII secolo, nota come esse fossero lettere destinate ad avere il ruolo di articoli, noti al lettore negli elenchi di quel genere particolare di pubblicistica segreta del circolo di Panin.
I giudizi sulle Lettere sono stati spesso discordi: Pacini Savoj le considera di interesse frammentario e per la maggior parte inservibili, mentre Lo Gatto, che ha studiato l'epistolario italiano di Fonvizin, le valuta diversamente, ritenendole un prezioso documento sui costumi europei del tempo visti attraverso una lente di acutissima critica, non priva anche di qualche punta di cattiveria
La critica non riconosce alle Lettere dall'estero un valore uniforme, privilegiando quelle scritte durante il primo viaggio e trascurando le successive. Se le lettere scritte da Karlsbad sono effettivamente di valore trascurabile, l'epistolario italiano - al quale solo il Lo Gatto ha dedicato una certa attenzione, nel quadro più generale di uno studio sui viaggiatori russi in Italia - è invece qualitativamente e quantitativamente importante e legato al genere della letteratura di viaggio in modo ben più stretto delle precedenti.
Dal punto di vista stilistico e linguistico, le Lettere sono state piuttosto trascurate dalla critica ottocentesca e del primo Novecento, come del resto è accaduto per tutta la produzione in prosa di Fonvizin. La rivalutazione delle lettere come "opera letteraria" si deve alla critica russa degli Anni '60, un esponente della quale, K. V. Pigarev, ha scritto a questo riguardo: le Lettere dalla Francia di Fonvizin - originale testimonianza di giornalismo russo manoscritto - sono nello stesso tempo un notevole esempio di prosa epistolare russa. Le brutte copie di alcune di esse che si sono conservate rispecchiano il lavoro tenace e minuzioso di Fonvizin sulla loro rifinitura stilistica.
Questo significa che egli non le considerò soltanto lettere nel significato generalmente accettato del termine, quanto come un proprio genere di produzione letteraria in forma di lettera. La maestria dello stile epistolare di Fonvizin consiste nella colorita semplicità della lingua russa viva, nella capacità di riprodurre le proprie impressioni con termini acuti ed appropriati, nell'abilità di passare dalla satira tagliente all'ironia appena percettibile.

### Opere di Fonvizin in traduzione italiana
- Denis I. Fonvizin, Il brigadiere e il minorenne, Marsilio, 1991, ISBN 978-88-317-6891-7.

### Opere di Fonvizin in russo
- opere complete:  Denis I. Fonvizin, Собрание сочинений в двух томах, Москва/Ленинград, Государственное издательство, 1959.

### Opere su Fonvizin
- Ettore Lo Gatto, Fonvizin, Storia del teatro russo, vol. 2, Firenze, 1953.
- Marcella Di Marca, Il viaggio nella Letteratura Russa tra Sette e Ottocento, Milano, 1993/1994.
- (RU) V.N. Antonov, Fonvizin i Germanija (Фонвизин и Германия), Из Истории русско-немецких литературных взаимосвязеи, Mosca, 1987.
- (RU) Vladimir N. Toporov, Sklonenie na russkie nravy s semiotičeskoj točki zrenija, Trudy po znakovym sistemam, vol. 23, Tartu, 1989,  pp. 106-126.
- (RU) K. V. Pigarev, Творчество Фонвизина (Tvorčestvo Fonvizina), Gorkogo, Moskva-Leningrad, Institut Mirovoj Literatury, 1954.